# USS West Virginia (ACR-5)
Pour les autres navires du même nom, voir USS West Virginia et USS Huntington.
L'USS West Virginia (ACR-5) est un croiseur cuirassé de l'United States Navy de classe Pennsylvania construit à partir de 1901 et mis en service en 1905. Il est nommé d'après l’État de Virginie-Occidentale.

## Conception et construction
Le West Virginia est  un croiseur cuirassé de classe Pennsylvania commandé le 3 mars 1899. Le navire est lancé le 18 avril 1903 au chantier Newport News Drydock & ShipbuildingCo. de Newport News en Virginie, parrainé par Mlle Katherine V. White. Il est mis en service le 23 février 1905, sous le commandement du capitaine C. H. Arnold.

## Début de service
Après une période d'entraînement, le West Virginia navigue avec la New York Naval Militia (en) au sein de la flotte de l'Atlantique jusqu'au 30 septembre 1906, date à laquelle il prend son service dans la flotte asiatique. Le navire demeure avec la flotte asiatique (dont le statut a été rétrogradé à celui de première escadre de la flotte du Pacifique au début de 1907) pour des opérations d'entraînement pendant deux ans. Après une révision à Mare Island (en) en 1908, il rejoint la flotte du Pacifique pour des exercices similaires le long de la côte ouest des États-Unis. En 1911-1912, il navigue avec la flotte dans les eaux hawaïennes et en 1914, il est en service spécial au large de la côte ouest du Mexique pour la protection des intérêts américains. Il reste au large du Mexique pendant la crise de Veracruz et retourne à Bremerton dans l'état de Washington, pour intégrer la Flotte de réserve du Pacifique.
Le West Virginia reste à Bremerton jusqu'au 20 septembre 1916, date à laquelle il se rend au large du Mexique afin de protéger la vie et les biens des Américains et pour soutenir la diplomatie américaine. Le navire est rebaptisé Huntington le 11 novembre 1916 pour permettre l'attribution de son ancien nom à un cuirassé nouvellement autorisé, l'USS West Virginia (BB-48). Après cinq mois de service au large du Mexique, il se rend à Mare Island pour l'installation de dispositifs de catapultage sur le pont arrière et d'équipements permettant d'accueillir quatre hydravions.

## Première Guerre mondiale

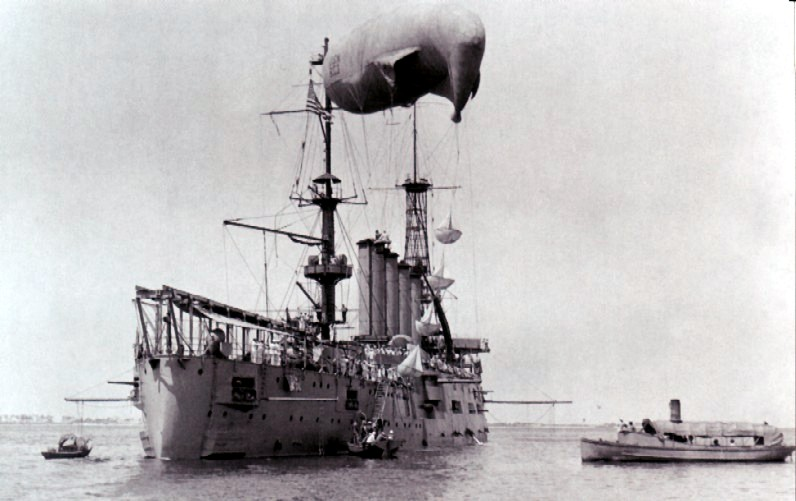
L'USS Huntington (ACR-5) au large de Pensacola en 1917 mettant en l'air un ballon d'observation.

Le Huntington est sorti de la Force de réserve et remis en service actif le 5 avril 1917. Il quitte Mare Island le 11 mai et se rend à Pensacola, en Floride, par le canal de Panama. Détaché de la flotte du Pacifique après son arrivée en Floride le 28 mai, il passe les deux mois suivants à la base aéronavale de Pensacola, où il participe à une série d'expériences avec des ballons d'observation et des hydravions lancés depuis le pont. Le croiseur prend ensuite la mer pour Hampton Roads le 1er août et arrive à New York cinq jours plus tard. Là, le Huntington rejoint un convoi de six navires de transport à destination de la France, qui prend la mer le 8 septembre. 
En route, plusieurs vols d'observation en ballon sont effectués, et lors de l'un d'entre eux, le 17 septembre, le ballon est secoué par un grain et son observateur, le lieutenant (jg) Henry W. Hoyt, est éjecté de la nacelle. Voyant l'urgence,un marin Patrick McGunigal (en) a sauté par-dessus bord pour libérer le lieutenant de la nacelle, qui s'était retournée et retrouvée sous l'eau. Pour son action héroïque, McGunigal reçoit la troisième medal of Honor de la Première Guerre mondiale. Le lendemain du sauvetage, arrivé dans les eaux européennes, le convoi passe sous la protection de destroyers américains ; et le Huntington retourne à Hampton Roads, où il arrive le 30 septembre.
Après avoir fait le plein à Norfolk, le Huntington se rend à New York le 5 octobre pour faire enlever sa catapulte et ses hydravions. Il reprend la mer le 27 octobre et arrive à Halifax, en Nouvelle-Écosse, deux jours plus tard pour embarquer avec l'USS St. Louis (C-20) une commission américaine de haut niveau qui doit participer à une conférence avec les Alliés. L'envoyé présidentiel, Edward Mandell House, l'amiral William S. Benson (en), le général Tasker Howard Bliss ainsi que d'autres dignitaires prennent la route avec le Huntington. Le navire arrive à Davenport, en Angleterre, le 7 novembre, pour y être accueillis par des fonctionnaires britanniques. Le Huntington repart pour New York, via Hampton Roads, et arrive le 27 novembre,.
Par la suite, le croiseur reprend la tâche d'escorter des convois de troupes et de ravitaillement vers l'Europe, effectuant neuf voyages de ce type vers l'Europe du 19 février au 13 novembre 1918. En outre, le Huntington effectue trois passages de convois côtiers de New York à Hampton Roads. Le 17 novembre, il entre au chantier naval de Brooklyn pour être converti en transport de troupes.

## Entre-deux-guerres
Affecté à la Cruiser and Transport Force de la flotte atlantique, le Huntington se rend en France pour ramener des vétérans des combats européens. Il quitte New York le 17 décembre, est arrive à Brest le 29 décembre et ramène plus de 1 700 passagers à New York le 14 janvier 1919. Le navire fait cinq autres voyages à destination de la France, transportant près de 12 000 soldats, et termine son dernier voyage à Boston le 5 juillet 1919. Détaché de la Transport Force, il est réaffecté à la Cruiser Force et devient le navire amiral de la Flying Squadron 1 le 8 juillet. Le Huntington est désarmé au chantier naval de Portsmouth, à Kittery, dans le Maine, le 1er septembre 1920. Il est radié du registre des navires de la marine américaine le 12 mars 1930 et vendu pour la ferraille conformément au traité naval de Londres le 30 août. La cloche du navire est offerte à l'université de Virginie-Occidentale, et installée sur la place Oglebay avec le mât de l'USS West Virginia (BB-48).